# وينديل روش
وينديل روش (بالهولندية: Wendell Roche)‏ هو ملاكم تايلندي هولندي، ولد في 13 أبريل 1971 في كوراساو في مملكة هولندا.